# 남해 화방사 석조석가삼존십육나한상
남해 화방사 석조석가삼존십육나한상(南海 花芳寺 石造釋迦三尊十六羅漢像)은 대한민국 경상남도 남해군 고현면, 화방사에 있는 조선시대의 불상이다. 2010년 3월 11일 경상남도의 유형문화재 제497호로 지정되었다.

## 같이 보기
- 남해 화방사

## 참고 문헌
- 남해 화방사 석조석가삼존십육나한상 - 국가유산청 국가유산포털